# Me and the Big Guy
Ja i Veliki Momak (engl. Me and the Big Guy) kratkometražni je film američkog autora Matta Nixa iz 1999. koji ismijava činjenicu da Veliki Brat sve gleda čak i one koje radije ne bi htio.

## Radnja
Režiran i napisan od Matta Nixa, ovaj kratkometražni film prati život obeshrabrena bezbrižna građanina 43275-B (glumi ga Michael Naughton), koji se usprkos opresivnom totalitarnom režimu i misaonoj policiji uvijek raduje povratku kući i prepričavanju svoga radnog dana Velikom Momku (glumi ga Dan Kern) na telekranu.
Gotovo na isti način kao što to imaginarni prijatelj čini, Veliki Momak nikad ne odgovara sve dok se ne zasiti građanina 43275-B i izjavi da mu se ne sviđa što ga zove Velikim Momkom – no ovaj upliv još više pogorša tegoban položaj Velikog Brata zato što 43275-B počne entuzijastično grliti telekran i "zabavljati" ga na razne načine: čarapcima, boggleom, igrom skrivača, jednostranom tučom jastucima i šalama kuc-kuc.
Budući da ga to još jače frustrira, Veliki Brat konačno iskazuje istinsku narav o sebi i društvu rekavši 43275-B-u:
Veliki Brat naposljetku iz gađenja i frustracije gasi telekran. Nakon nekoliko minuta građanin 43275-B shvaća da se telekran neće upaliti. Zatim otvara skriven pretinac s bilježnicom, olovkom i naočalama za čitanje te počinje pisati vlastiti vodič za revoluciju. Budući da se u početnim kadrovima na 43275-B-ovoj polici prikazuje svezak naslovljen "PRIRUČNIK ZA REEDUKACIJU", što je referencija na "reedukacijska predavanja", i činjenica da on već ima dnevnik spremljen sa strane, sve upućuje na to da mu ovo nije prvi pokušaj i sugerira da je njegovo ponašanje bilo namjerno.

## Vanjske poveznice
- stranica na IMDB-u, pristupljeno 4. siječnja 2014.
- Ja i Veliki Momak na AtomFilmsu  Arhivirana inačica izvorne stranice od 19. veljače 2012. (Wayback Machine)
- Slamdance Film Festival listing  Arhivirana inačica izvorne stranice od 6. svibnja 2006. (Wayback Machine)